# Éric Trappier
Éric Trappier (n. 6 ianuarie 1960, Paris, Franța) este un om de afaceri și inginer francez. Din ianuarie 2013, este directorul general al Dassault Aviation, producător francez de avioane de avioane militare și de afaceri, o filială a Dassault Group.

## Legături externe
- Dassault Aviation official website
- GIFAS website
- Sofema website